# Pristimantis zoilae
Pristimantis zoilae là một loài động vật lưỡng cư trong họ Strabomantidae, thuộc bộ Anura. Loài này được Mueses-Cisneros mô tả khoa học đầu tiên năm 2007.